# Louchovská lípa
Louchovská lípa je památný strom lípa malolistá (Tilia cordata) u kostela svatého Jakuba Staršího v Louchově, části obce Domašín v okrese Chomutov v Ústeckém kraji.
Roste v Krušných horách v nadmořské výšce 555 m při vstupní bráně u ohradní zdi kostela.

## Základní údaje
Obvod kmene měří 460 cm, koruna stromu dosahuje do výšky 20 metrů (měření 2018). V roce 2018 bylo stáří stromu odhadováno na 300 let.
Lípa je chráněna od roku 2018 jako strom významný stářím a vzrůstem.

## Stromy v okolí
- Dub u Pavlova
- Javor u Volyně
- Dub u koupaliště